# 日本児童文芸家協会
一般社団法人日本児童文芸家協会（いっぱんしゃだんほうじん にほんじどうぶんげいかきょうかい）は、児童文芸を職業とする者の職能団体として設立された社団法人である。かつては文化庁（文化部芸術文化課）所管の公益法人であったが、公益法人見直しにより2011年（平成23年）7月より一般社団法人となった。代表者は、理事長の山本省三。

## 沿革
1955年（昭和30年）5月7日に設立。設立趣旨を「次代を担う児童の精神や情操に関係深い児童文芸の健全な創造発展と文化の向上、生活権の擁護をはかるため、広汎な児童文芸関係者を以って組織し、職能団体として行動するものである」とうたって創立された。初代理事長には浜田廣介が就任した。1961年（昭和36年）7月10日に社団法人となって会長職を設け、浜田廣介が初代会長、福田清人が理事長という布陣になった。1973年（昭和48年）に浜田が没すると、福田が会長となり、亡くなるまで20年以上務めた。創立当初の会員構成は、文壇作家や放送作家、それに雑誌『少年倶楽部』系などの大衆児童文学作家が大半を占めていたことが特徴的であった。なお、会長は名誉職であり置かれない時期もある。2010年（平成22年）現在の会員数は約490名である。
会誌として『児童文芸』（季刊）を発行している。また会員の著作を対象とする日本児童文芸家協会賞のほか児童文芸新人賞、日本児童文化功労賞を毎年表彰している。

### 歴代会長
- 浜田広介（1965年 - 1973年）
- 福田清人（1975年 - 1995年）
- 川村たかし（1998年 - 2010年）

### 歴代理事長
- 浜田広介（1955年 - 1965年）
- 福田清人（1965年 - 1975年）
- 山主敏子（1975年 - 1989年）
- 西沢正太郎（1989年 - 1993年）
- 高橋宏幸（1993年 - 1997年）
- 竹野栄（1997年 - 1999年）
- 岡信子（1999年 - 2005年）
- 天沼春樹（2005年 - 2009年）
- 村松定史（2009年 - 2013年）
- 矢部美智代（2013年 - 2019年）
- 山本省三（2019年 - ）

### 監事
- 岡田純也